# 지우베르투 지우
지우베르투 파수스 지우 모레이라(브라질 포르투갈어: Gilberto Passos Gil Moreira, 1942년 6월 26일 ~ )는 브라질의 싱어송라이터, 정치인이다. 2003년부터 2008년까지 브라질 문화부 장관을 역임했다.